# Koya Kitagawa
Koya Kitagawa (北川 航也, Kitagawa Kōya, Shizuoka, 26 juli 1996) is een Japans voetballer die als aanvaller speelt bij Shimizu S-Pulse.

## Carrière

### Clubcarrière
Kitagawa begon zijn carrière in 2015 bij Shimizu S-Pulse.

### Interlandcarrière
Kitagawa maakte op 12 oktober 2018 zijn debuut in het Japans voetbalelftal tijdens een vriendschappelijke wedstrijd tegen Panama. Hij nam met het Japans voetbalelftal deel aan het Aziatisch kampioenschap 2019.

## Statistieken
| Japans voetbalelftal | Japans voetbalelftal | Japans voetbalelftal |
| Jaar                 | Wed.                 | Dlp.                 |
| -------------------- | -------------------- | -------------------- |
| 2018                 | 3                    | 0                    |
| 2019                 | 5                    | 0                    |
| Totaal               | 8                    | 0                    |